# Пушкінська сільська рада (Червоногвардійський район)
Пу́шкінська сільська рада (рос. Пушкинский сельский совет) — сільське поселення у складі Червоногвардійського району Оренбурзької області Росії.
Адміністративний центр — селище Пушкінський.

## Населення
Населення — 990 осіб (2019; 1248 в 2010, 1607 у 2002).

## Склад
До складу сільської ради входять:
| Населений пункт       | Населення, осіб (2002) | Населення, осіб (2010) |
| --------------------- | ---------------------- | ---------------------- |
| Пушкінський, селище   | 717                    | 628                    |
| Старобогдановка, село | 304                    | 204                    |
| Юлти, село            | 403                    | 306                    |
| Юринський, селище     | 183                    | 110                    |